# Bruninho (calciatore 2003)
Bruno Gonçalves de Jesus, noto semplicemente come Bruno Gonçalves o con lo pseudonimo Bruninho (14 marzo 2003), è un calciatore brasiliano, attaccante del Cercle Bruges in prestito dal RB Bragantino.

## Carriera

### Club
Cresciuto nel settore giovanile del Red Bull Brasil, debutta in prima squadra l'8 febbraio 2020 in occasione dell'incontro del Campionato Paulista A2 pareggiato 1-1 contro il São Bento.
Nel 2020, è stato inserito nella lista dei migliori sessanta calciatori nati nel 2003, stilata dal quotidiano inglese The Guardian.
Nel 2021 passa al RB Bragantino ed il 14 agosto debutta in Série A nel match perso 2-1 contro la Juventude. Il 22 ottobre seguente realizza la sua prima rete segnando il gol del definitivo 1-1 contro l'Internacional.

### Nazionale
Ha giocato nella nazionale brasiliana Under-16.

## Statistiche

### Presenze e reti nei club
Statistiche aggiornate al 2 novembre 2021.
| Stagione        | Squadra         | Campionato      | Campionato | Campionato | Coppe nazionali | Coppe nazionali | Coppe nazionali | Coppe continentali | Coppe continentali | Coppe continentali | Altre coppe | Altre coppe | Altre coppe | Totale | Totale |
| Stagione        | Squadra         | Comp            | Pres       | Reti       | Comp            | Pres            | Reti            | Comp               | Pres               | Reti               | Comp        | Pres        | Reti        | Pres   | Reti   |
| --------------- | --------------- | --------------- | ---------- | ---------- | --------------- | --------------- | --------------- | ------------------ | ------------------ | ------------------ | ----------- | ----------- | ----------- | ------ | ------ |
| 2020            | Red Bull Brasil | A1/SP           | 6          | 0          |                 | -               | -               |                    | -                  | -                  |             | -           | -           | 6      | 0      |
| 2021            | Red Bull Brasil | A1/SP           | 17         | 0          |                 | -               | -               |                    | -                  | -                  |             | -           | -           | 17     | 0      |
| 2021            | RB Bragantino   | A1/SP+A         | 0+5        | 0+1        | CB              | 0               | 0               | CS                 | 0                  | 0                  |             | -           | -           | 5      | 1      |
| Totale carriera | Totale carriera | Totale carriera | 28         | 1          |                 | 0               | 0               |                    | 0                  | 0                  |             | -           | -           | 28     | 1      |